# Pyrrhura
Pyrrhura – rodzaj ptaków z podrodziny papug neotropikalnych (Arinae) w obrębie rodziny papugowatych (Psittacidae).

## Zasięg występowania
Rodzaj obejmuje gatunki występujące w Ameryce Południowej. Wyjątkiem jest rudosterka żółtoskrzydła (Pyrrhura hoffmanni) zamieszkująca Kostarykę i Panamę.

## Morfologia
Długość ciała 21–30 cm; masa ciała 46–110 g.

## Systematyka
Rodzaj zdefiniował w 1856 roku francuski zoolog Karol Lucjan Bonaparte w artykule poświęconym systematyce papug opublikowanym w czasopiśmie Naumannia. Bonaparte wymienił kilkanaście gatunków – Psittacus vittatus Shaw, 1812 (= Psittacus frontalis Vieillot, 1818), Conurus devillei Massena & Souance, 1854, Conurus molinae Massena & Souance, 1854, Pyrrhura beryllina Bonaparte, 1856 (nomen dubium), Aratinga melanurus von Spix, 1824, Psittacus leucotis Kuhl, 1820, Conurus callipterus Massena & Souance, 1854, Psittacus versicolor J.F. Gmelin, 1788 (= Psittacus pictus Statius Müller, 1776), Psittacus squamatus Boddaert, 1783, Conurus Lucianii Deville, 1851, Psittacus cruentatus zu Wied-Neuwied, 1820, Conurus rupicola von Tschudi, 1844, Psittacus chiripepe Vieillot 1818, Sittace chlorogenys Wagler, 1832 (= Sittace euops Wagler, 1832) i Sittace lepida Wagler, 1832 – z których gatunkiem typowym jest (późniejsze oznaczenie) Psittacus vittatus Shaw, 1812 (= Psittacus frontalis Vieillot, 1818) (rudosterka kasztanowobrzucha).

### Etymologia
Pyrrhura: gr. πυρρος purrhos ‘koloru płomienia’, czerwony, od πυρ pur, πυρος puros ‘ogień’; -ουρος -ouros ‘-ogonowy’, od ουρα oura ‘ogon’.

### Podział systematyczny
Do rodzaju należą następujące gatunki:

- Pyrrhura cruentata (zu Wied-Neuwied, 1820) – rudosterka błękitnoszyja
- Pyrrhura pfrimeri Miranda-Ribeiro, 1920 – rudosterka kasztanowolica
- Pyrrhura griseipectus Salvadori, 1900 – rudosterka szaropierśna
- Pyrrhura leucotis (Kuhl, 1820) – rudosterka rdzawolica
- Pyrrhura amazonum Hellmayr, 1906 – rudosterka amazońska
- Pyrrhura picta (Statius Müller, 1776) – rudosterka barwna
- Pyrrhura emma Salvadori, 1891 – rudosterka wenezuelska
- Pyrrhura caeruleiceps Todd, 1947 – rudosterka modroczelna
- Pyrrhura subandina Todd, 1917 – rudosterka kolumbijska
- Pyrrhura lucianii (Deville, 1851) – rudosterka brązowogłowa
- Pyrrhura roseifrons (G.R. Gray, 1859) – rudosterka różowogłowa
- Pyrrhura lepida (Wagler, 1832) – rudosterka perlista
- Pyrrhura perlata (von Spix, 1824) – rudosterka czerwonobrzucha
- Pyrrhura devillei (Massena & Souancé, 1854) – rudosterka brązowoucha
- Pyrrhura frontalis (Vieillot, 1818) – rudosterka kasztanowobrzucha
- Pyrrhura molinae (Massena & Souancé, 1854) – rudosterka zielonolica
- Pyrrhura rupicola (von Tschudi, 1844) – rudosterka czarnogłowa
- Pyrrhura orcesi Ridgely & Robbins, 1988 – rudosterka czerwonoczelna
- Pyrrhura albipectus Chapman, 1914 – rudosterka białoszyja
- Pyrrhura egregia (P.L. Sclater, 1881) – rudosterka rdzawoucha
- Pyrrhura melanura (von Spix, 1824) – rudosterka łuskowana
- Pyrrhura calliptera (Massena & Souancé, 1854) – rudosterka brązowogardła
- Pyrrhura hoffmanni (Cabanis, 1861) – rudosterka żółtoskrzydła
- Pyrrhura rhodocephala (P.L. Sclater & Salvin, 1871) – rudosterka czerwonogłowa
- Pyrrhura viridicata Todd, 1913 – rudosterka zielona
- Pyrrhura hoematotis Souancé, 1857 – rudosterka krasnoucha